# Beverly Hills (Texas)
Beverly Hills ist eine City im McLennan County, Texas, Vereinigte Staaten. Im Jahr 2020 hatte die Stadt 1878 Einwohner. Sie ist umgeben von Waco und Teil der Waco Metropolitan Statistical Area.

## Geographie
Nach den Angaben des United States Census Bureaus hatte 2020 Beverly Hills 1878 Einwohner und Fläche von 1,6 km2, alles davon ist Land.

## Demographie
| Race                                    | Zahl | Prozent |
| --------------------------------------- | ---- | ------- |
| White (NH 1)                            | 437  | 23,27 % |
| Black or African American (NH 1)        | 208  | 11,08 % |
| Native American or Alaska Native (NH 1) | 5    | 0,27 %  |
| Asian (NH 1)                            | 3    | 0,16 %  |
| Some Other Race (NH 1)                  | 10   | 0,53 %  |
| Mixed/Multi-Racial (NH 1)               | 47   | 2,5 %   |
| Hispanic or Latino                      | 1168 | 62,19 % |
| Total                                   | 1878 |         |

Zum Zeitpunkt des United States Census 2020 lebten 1878 Personen in der City. Sie verteilten sich auf 645 Haushalte und 489 Familien.
Zum Zeitpunkt des Census 2000 verteilten sich 2113 Einwohner auf 769 Haushalte und 541 Familien. Die Bevölkerungsdichte war 1255,9 Einwohner pro km2; 814 Wohneinheiten hattem eine Dichte von 483,8  pro km2.  Die Zusammensetzung der Races in der Stadt war wie folgt: 61,76 % Weiße, 10,70 % African American, 0,43 % Native American, 0,47 % Asian, 24,42 % andere Race und 2,22 % gaben zwei oder mehr Races an. Hispanic oder Latino gaben 44,30 % als ethnische Herkunft an.
Von den 769 Haushalten lebten in 34,2 % Kinder unter 18 Jahren, 53,1 % waren zusammenlebende Paare, 12,9 % waren haushaltsführende Frauen ohne anwesenden Ehemann und 29,6 % bildeten keine Familien. 24,8 % der Haushalte bestanden nur aus einer Person und 11,2 % waren eine Person im Alter von 65 Jahren oder darüber. Die durchschnittliche Haushaltsgröße belief sich auf 2,74 Personen, und die durchschnittliche Familiengröße war 3,29 Personen.
Die Altersverteilung in der City war wie folgt: 29,1 % waren unter 18, 12,0 % waren zwischen 18 und 24, 27,9 % zwischen 25 und 44, 18,9 % zwischen 45 und 64 Jahren, und 12,2 % waren 65 Jahre alt oder älter. Der Altersmedian war 31 Jahre. Auf jeweils 100 Frauen entfielen 103,4 Männer. Jeweils 100 Frauen im Alter von über 18 Jahren standen 94,9 Männer gegenüber.
Der Median des Haushaltseinkommens betrug $29.896 und der Median des Familieneinkommens belief sich auf $35.119. Männer hatten ein Medianeinkommen von $25.911, gegenüber $18.718 bei den Frauen. Das Pro-Kopf-Einkommen in Beverly Hills war $12.473. Etwa 10,9 % der Familien und 12,8 % der Bevölkerung lebten unterhalb der Armutsgrenze, darunter 14,4 % der Minderjährigen und 9,3 % der Person im Alter von 65 oder mehr.

## Bildung
Die City of Beverly Hills gehört zum Waco Independent School District.